# Liste de jeux vidéo de catch
La liste de jeux vidéo de catch recense l'ensemble des jeux vidéo de sport/combat basés sur le catch,,,.
- Haut – A
- B
- C
- D
- E
- F
- G
- H
- I
- J
- K
- L
- M
- N
- O
- P
- Q
- R
- S
- T
- U
- V
- W
- X
- Y
- Z

## 0-9
- 3 Count Bout
- 5 Star Wrestling
- 5 Star Wrestling: Regenesis

## A
- AAA Lucha Libre Heroes Del Ring
- AEW Fight Forever
- All Japan Pro Wrestling featuring Virtua
- All Star Pro-Wrestling
- All Star Professional Wrestling II
- All Star Professional Wrestling III
- Appoooh
- Astral Bout
- Astral Bout 2: The Total Fighters
- Astral Bout 3: Fighting Network Rings

## B
- Backyard Wrestling: Don't Try This at Home
- Backyard Wrestling 2: There Goes the Neighborhood
- Big Bang Pro Wrestling
- Big Pro Wrestling!, The
- Blazing Tornado
- Body Slam

## C
- Championship Wrestling
- Champion Pro Wrestling
- Champion Wrestler
- Champion Wrestler: Jikkyō Raibu
- Cutie Suzuki no Ringside Angel

## D
Pas d'entrée.

## E
- ECW Anarchy Rulz
- ECW Hardcore Revolution

## F
- Fire Pro Gaiden: Blazing Tornado
- Fire Pro Wrestling: Combination Tag
- Fire Pro Wrestling (2001)
- Fire Pro Wrestling (2012)
- Fire Pro Wrestling: 2nd Bout
- Fire Pro Wrestling 2
- Fire Pro Wrestling 3: Legend Bout
- Fire Pro Wrestling D
- Fire Pro Wrestling for WonderSwan
- Fire Pro Wrestling G
- Fire Pro Wrestling: Iron Slam '96
- Fire Pro Wrestling Returns
- Fire Pro Wrestling S: 6Men Scramble
- Fire Pro Wrestling World
- Fire Pro Wrestling Z

## G
- Giant Gram: All Japan Pro Wrestling 2
- Giant Gram 2000: All Japan Pro Wrestling 3

## H
- HAL Wrestling
- Hammerlock Wrestling
- Hulk Hogan's Main Event

## I
Pas d'entrée.

## J
Pas d'entrée.

## K
- King of Colosseum
- King of Colosseum II

## L
- Legends of Wrestling
- Legends of Wrestling II
- Legends of Wrestling III

## M
- Main Event, The
- Mania Challenge
- Maniac Pro Wrestling
- Mat Mania
- MicroLeague Wrestling
- Muscle Bomber Duo: Ultimate Team Battle

## N
- Natsume Championship Wrestling
- New Japan Pro Wrestling: Tōhkon Road Brave Spirits
- New Japan Pro Wrestling: Tōhkon Road Brave Spirits 2 - The Next Generation
- New Japan Pro Wrestling: Tōkon Retsuden 4

## O
Pas d'entrée.

## P
- Power Move Pro Wrestling
- Pro Wrestler
- Pro Wrestling (Nintendo)
- Pro Wrestling (Sega)

## Q
Pas d'entrée.

## R
- Ring of Destruction: Slammasters II
- Ring Rage
- Robo Wres 2001
- Rock'n Wrestle
- Rumble Roses
- Rumble Roses XX

## S
- Saturday Night Slam Masters
- Shin Nippon Pro Wrestling '94
- Shin Nippon Pro Wrestling '94: Battlefield in Tokyo Dome
- Shin Nippon Pro Wrestling '95: Tokyo Dome Battle 7
- Shin Nippon Pro Wrestling: Chō Senshi in Tokyo Dome
- Shin Nippon Pro Wrestling: Tōkon Retsuden 2
- Shin Nippon Pro Wrestling: Tōkon Retsuden 3
- Shin Nippon Pro Wrestling: Tōkon Retsuden Advance
- Showdown: Legends of Wrestling
- Simpsons Wrestling, The
- Slammed!
- Super Nacho
- Super Fire Pro Wrestling
- Super Fire Pro Wrestling 2
- Super Fire Pro Wrestling 3: Final Bout
- Super Fire Pro Wrestling 3: Easy Type
- Super Fire Pro Wrestling Special
- Super Fire Pro Wrestling: Queen's Special
- Super Fire Pro Wrestling X
- Super Fire Pro Wrestling X Premium
- Super Wrestle Angels
- Super Wrestlemania

## T
- Tag Team Match: MUSCLE
- Tag Team Wrestling
- Tecmo World Wrestling
- Thunder ProWrestling Retsuden
- TNA iMPACT!
- TNA iMPACT! Cross the Line
- Top Wrestling

## U
Pas d'entrée.

## V
- Virtual Pro Wrestling 64
- Virtual Pro Wrestling 2: Ōdō Keishō

## W
- WCW Backstage Assault
- WCW Mayhem
- WCW Nitro
- WCW SuperBrawl Wrestling
- WCW vs. nWo: World Tour
- WCW vs. The World
- WCW World Championship Wrestling
- WCW: The Main Event
- WCW/nWo Revenge
- WCW/nWo Thunder
- With Authority!
- World Wrestling
- Wrestle Angels: Survivor
- Wrestle Angels: Survivor 2
- Wrestle Kingdom
- Wrestle Kingdom 2: Pro-Wrestling World War
- Wrestle War: Sega Wrestling Alliance
- Wrestling Empire
- Wrestling Universe: Fire Pro Joshi - Dōmu Chō Taisen
- WWE '12
- WWE '13
- WWE 2K14
- WWE 2K15
- WWE 2K16
- WWE 2K17
- WWE 2K18
- WWE 2K19
- WWE 2K20
- WWE 2K22
- WWE 2K23
- WWE 2K24
- WWE Aftershock
- WWE All Stars
- WWE Crush Hour
- WWE Day of Reckoning
- WWE Day of Reckoning 2
- WWE Legends of WrestleMania
- WWE Raw 2
- WWE Road to WrestleMania X8
- WWE SmackDown! Here Comes the Pain
- WWE SmackDown! Shut Your Mouth
- WWE SmackDown! vs. Raw
- WWE SmackDown! vs. Raw 2006
- WWE SmackDown vs. Raw 2007
- WWE SmackDown vs. Raw 2008
- WWE SmackDown vs. Raw 2009
- WWE SmackDown vs. Raw 2010
- WWE SmackDown vs. Raw 2011
- WWE SmackDown vs. Raw Online
- WWE Survivor Series
- WWE WrestleMania X8
- WWE WrestleMania XIX
- WWE WrestleMania 21
- WWF Attitude
- WWF Betrayal
- WWF European Rampage Tour
- WWF in Your House
- WWF King of the Ring
- WWF No Mercy
- WWF Rage in the Cage
- WWF Raw (1994)
- WWF Raw (2002)
- WWF Road to WrestleMania
- WWF Royal Rumble (1993)
- WWF Royal Rumble (2000)
- WWF SmackDown!
- WWF SmackDown! 2: Know Your Role
- WWF SmackDown! Just Bring It
- WWF Super WrestleMania
- WWF Superstars (1989)
- WWF Superstars (1991)
- WWF Superstars 2
- WWF War Zone
- WWF WrestleFest
- WWF WrestleMania (1989)
- WWF WrestleMania (1991)
- WWF WrestleMania 2000
- WWF WrestleMania Challenge
- WWF WrestleMania: Steel Cage Challenge
- WWF WrestleMania: The Arcade Game

## X
Pas d'entrée.

## Y
Pas d'entrée.

## Z
- Zen-Nippon Joshi Pro Wrestling Kōnin: Fire Pro Joshi All-Star Dream Slam